# Leták

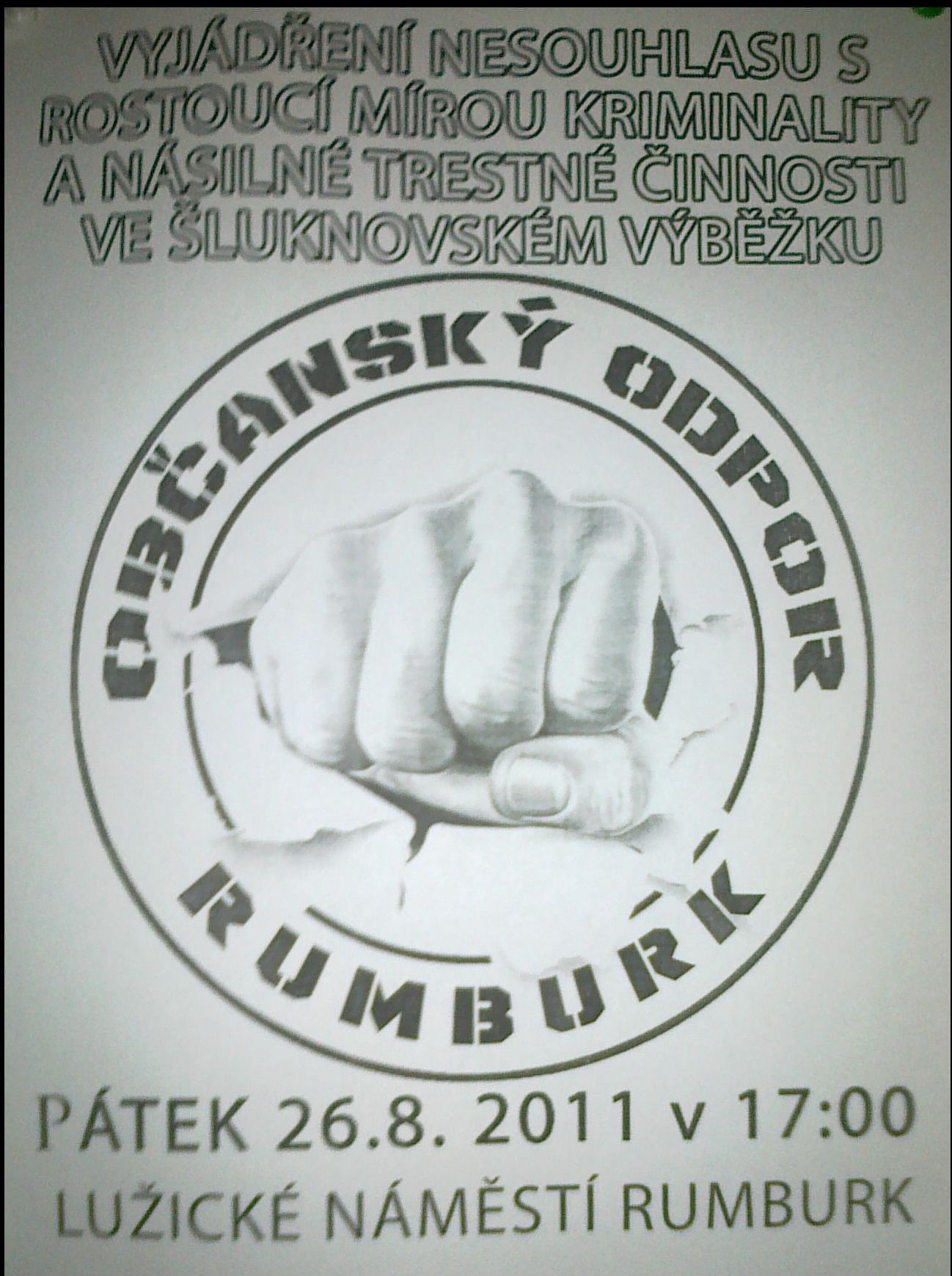
Leták, demonstrace Rumburk

Leták je zpravidla tištěný dokument propagující nějaký výrobek, činnost, firmu, myšlenku, politickou stranu apod. (Více o reklamních (akčních) letácích) Jedná se o neperiodickou tiskovinu, zpravidla jednoúčelově zaměřenou. V dobách nesvobody může být jedním z levných nástrojů politického odboje, neboť jeho provizorní výroba v primitivních podmínkách není příliš náročná.